# Кенуа-Эст

Кантон Кенуа-Эст в составе округа Авен-сюр-Эльп

Кенуа́-Эст (фр. Quesnoy-Est) — упраздненный кантон во Франции, регион Нор — Па-де-Кале, департамент Нор. Входил в состав округа Авен-сюр-Эльп. Упразднен в результате реформы 2015 года.
В состав кантона входили коммуны (население по данным Национального института статистики за 2011 г.):
- Англефонтен (1 297 чел.)
- Бодиньи (569 чел.)
- Вендежи-о-Буа (494 чел.)
- Гиссини (494 чел.)
- Жолимец (875 чел.)
- Ле-Кенуа (3 195 чел.) (частично)
- Локиньоль (581 чел.)
- Лувини-Кенуа (953 чел.)
- Невиль-ан-Авенуа (291 чел.)
- Пуа-дю-Нор (2 144 чел.)
- Потель (360 чел.)
- Рокур-о-Буа (177 чел.)
- Рюен (434 чел.)
- Салеш (321 чел.)
- Эк (354 чел.)

## Экономика
Структура занятости населения (без учета города Ле-Кенуа):
- сельское хозяйство — 11,1 %
- промышленность — 6,3 %
- строительство — 18,5 %
- торговля, транспорт и сфера услуг — 32,2 %
- государственные и муниципальные службы — 31,9 %

Уровень безработицы (2010) - 12,0 % (Франция в целом - 12,1 %, департамент Нор - 15,5 %). 

Среднегодовой доход на 1 человека, евро (2010) - 21 267 (Франция в целом - 23 780, департамент Нор - 21 164).

## Политика
На президентских выборах 2012 г. жители кантона отдали в 1-м туре Франсуа Олланду 28,5 % голосов против 24,2 % у Николя Саркози и 23,8 % у Марин Ле Пен, во 2-м туре в кантоне победил Олланд, получивший 51,4 % голосов (2007 г. 1 тур: Саркози - 26,7 %, Сеголен Руаяль - 24,7 %; 2 тур: Саркози - 50,5 %). На выборах в Национальное собрание в 2012 г. по 12-му избирательному округу департамента Нор они поддержали кандидата Социалистической партии Кристиана Батая, набравшего 38,8 % голосов в 1-м туре и 57,2 % - во 2-м туре. (2007 г. 22-й округ. Мари-Софи Лен (СНД): 1-й тур - 42,7 %, 2-й тур - 51,8 %). Региональные выборы 2010 года показали рост популярности левых: в 1-м туре социалисты с 29,5 % обошли список «правых» во главе с СНД (24,4 %), а во 2-м туре единый «левый список» с участием социалистов, коммунистов и «зеленых» получил 49,1 % против 30,1 % у «правых» и 20,8 % Национального фронта.
|  | Кандидат      | Партия                    | % голосов |
|  | ------------- | ------------------------- | --------- |
|  | Мишель Манесс | Социалистическая партия   | 59,37     |
|  | Жислен Камбье | Союз за народное движение | 40,63     |

|  | Кандидат      | Партия                  | % голосов |
|  | ------------- | ----------------------- | --------- |
|  | Мишель Манесс | Социалистическая партия | 51,53     |
|  | Дени Лефевр   | Правые партии           | 48,47     |